# Пилати, Марио
Ма́рио Пила́ти (итал. Mario Pilati; 16 октября 1903, Неаполь, Королевство Италия — 10 декабря 1938, там же) — итальянский композитор и музыкальный педагог.

## Биография
Родился в Неаполе 16 октября 1903 года в семье предпринимателя Антонио Пилати и Паскуалины, урождённой Пачелла. Вопреки желанию отца, который готовил его к карьере инженера, мать, заметив у сына талант, позволила ему заниматься музыкой. В 1916 году Пилати на дому начал брать первые уроки по гармонии и контрапункту. Вскоре после этого он поступил в музыкальную гимназию в Неаполе. Затем продолжил образование в консерватории Сан-Пьетро-а-Майелла, где обучался композиции и контрапункту у Антонио Савасты. Завершил музыкальное образование в июне 1923 года.
Ещё во время обучения, с 1920 по 1923 год, композитор дирижировал оркестром и писал музыку. В этот период им были написаны несколько сочинений для фортепиано, скрипки и оркестра, а также романсы на стихи Карло Альтуччи, Жила Висенте, Педро Сото де Рохаса и Серджо Кораццини. Тогда же у Пилати проявился педагогический талант. Руководство консерватории высоко оценило его работу на должности инструктора младших учеников.
В 1924 году, выиграв конкурс, Пилати получил место преподавателя композиции в государственной гимназии в Кальяри, которое совмещал с должностями библиотекаря, преподавателя истории музыки, преподавателя гармонии и руководителя оркестра. В 1926 году он переехал в Милан, где работал учителем музыки, дирижером, концертмейстером, музыкальным критиком, редактором вокальных и фортепианных оперных партитур.
В это время композитор познакомился с Ильдебрандо Пицетти, по совету которого учениками Пилати стали Джакомо Сапонаро и Джанандреа Гаваццени. Наряду с педагогической деятельностью, композитор продолжал сочинять музыку. С 1924 по 1926 год им были написаны многочисленные вокальные сочинения на стихи Джованни Боккаччо, Франческо Петрарки, Драгонетто Бонифачо, Сальваторе Ди Джакомо, Джованни Пасколи, Габриэле д’Аннунцио, Карло Альтуччи. В 1926 году его песня для женского хора и оркестра «Вечером» на стихи Антонио Фогаццаро получила премию Беллини.
Тогда же им были написаны инструментальные произведения, впервые привлёкшие внимание к творчеству композитора со стороны национальной и международной критики. В 1927 году за «Сонату для флейты и фортепиано» и ораторию «Крещение Христа» Пилати был удостоен премии Элизабет Спрэг-Кулидж. В 1928 году он закончил работу над квинтетом ре-мажор для фортепиано и струнных. Это сочинение композитор считал одним из важных своих произведений. В том же году Пилати получил премию Рисполи. В декабре 1928 года композитор сочетался браком с Антоньеттой Марджотте, от которой у него родились три дочери.
В 1931 году на Фестивале Международного общества современной музыки, который проходил в Оксфорде и Лондоне, состоялось премьерное исполнение его «Рапсодии» оркестром под управлением Вирджилио Мортари. В 1930 году Пилати возобновил педагогическую деятельность, заняв кафедру гармонии и контрапункта Консерватории Сан-Пьетро-а-Майелла. В 1933 году, выиграв конкурс, он занял кафедру контрапункта, фуги и композиции в консерватории Палермо, где преподавал до 1938 года. Большое внимание композитор уделял исследованиям неаполитанской музыкальной традиции. Он осудил «Антимодернистский манифест» Альчео Тони, появившийся в печати в декабре 1932 года. Из-за проблем со здоровьем Пилати пришлось прервать педагогическую деятельность и вернуться в Неаполь, где он умер 10 декабря 1938 года.

## Аудиозаписи
- Mario Pilati. «Piano Quintet in D Major» (1927—1928) — Марио Пилати. «Квинтет ре-мажор» (1927—1928).